# 蘭利車站
蘭利火車站（英語：Langley railway station）是位於英格蘭伯克郡的一個鐵路車站，距離倫敦柏靈頓站26.1公里。該車站也是伊利沙綫的一部分。

## 歷史
該車站位於大西部鐵路的原有線路上，該鐵路於1838年6月4日開通，但蘭利車站直到1845年才開通。車站建築始建於1878年。
從2019年12月19日起，車站成為倫敦交通局鐵路的一部分，2022年5月24日起又成為伊利沙伯綫的一部分。

### 車站事故
1937年3月1日，一列客運列車和一列貨運列車在蘭利站相撞。造成一人死亡，六人受傷。